# مندی مک‌گلین
مندی مک‌گلین (انگلیسی: Mandy McGlynn؛ زادهٔ ۳ نوامبر ۱۹۹۸) بازیکن فوتبال اهل ایالات متحده آمریکا است که در حال حاضر به عنوان دروازه‌بان برای باشگاه یوتا رویالز بازی می‌کند.
وی همچنین در تیم‌های ملی فوتبال زیر ۲۰ سال و زنان بزرگسال ایالات متحده آمریکا بازی کرده است.

## دوران دانشگاه
مندی مک‌گلین در جنوب ایالات متحده آمریکا بزرگ شد و به دبیرستان سندلوود در جکسون‌ویل، فلوریدا رفت و بورسیه‌ای برای بازی فوتبال در دانشگاه ایالتی و مؤسسه پلی‌تکنیک ویرجینیا دریافت کرد. او به عنوان دروازه‌بان در طول چهار فصل فوتبال خود در ویرجینیا تک بازی کرد، جایی که او به عنوان دروازه‌بان تیم اول ACC انتخاب شد.

## دوران باشگاهی
مک‌گلین در ژانویه ۲۰۲۰ فوتبال حرفه‌ای را رسماً آغاز کرد. باشگاه فوتبال بلو او را به عنوان بیستمین انتخاب کلی در نظر گرفت.

### ان‌جی/ان‌وای گاتهام
فصل ۲۰۲۰ به دلیل دنیاگیری کووید-۱۹ لغو شد. مک‌گلین در ژوئن ۲۰۲۰ قراردادی یک‌ساله با اسکای بلو اف‌سی (ان‌جی/ان‌وای گاتهام) امضا کرد و به تیم اصلی برای مسابقات چلنج کاپ ۲۰۲۰ پیوست.
مک‌گلین در ۳ ژوئیه ۲۰۲۱ اولین بازی لیگ برتری خود را در تساوی ۱–۱ مقابل کانزاس سیتی انجام داد. این مسابقه تنها حضور او در فصل بود.

### پیتیا
در ۱۵ دسامبر ۲۰۲۱، گاتهام اعلام کرد که مک‌گلین با پیتیا از لیگ برتر فوتبال زنان سوئد قرارداد امضا کرده است، اما حقوق او برای بازی در NWSL تا پیش‌فصل ۲۰۲۴ حفظ خواهد شد. پیتیا مک‌گلین را به عنوان جانشین برای دروازه‌بان قبلی تیمشان، گورو پترسن جذب کرد.
مک‌گلین در تمام ۲۶ مسابقه تیم در فصل ۲۰۲۲ لیگ برتر فوتبال زنان سوئد شرکت کرد و ۲۶ گل دریافت کرد و ۹ کلین شیت به ثبت رساند. پیتیا فصل را در جایگاه هفتم به پایان رساند. او در اکتبر اعلام کرد که تیم را ترک خواهد کرد و به ایالات متحده بازخواهد گشت تا ازدواج کند. قبل از ترک، مک‌گلین جایزه نورستیارنان ۲۰۲۲ را به عنوان بهترین بازیکن فوتبال زن در شهرستان نوربوتن دریافت کرد.

### ان‌جی/ان‌وای گاتهام
مک‌گلین در ۶ ژانویه ۲۰۲۳ مجدداً قراردادی دو ساله با اسکای بلو اف‌سی (ان‌جی/ان‌وای گاتهام) امضا کرد. در اوت، بعد از مصدومیت سنگین ابی اسمیت، که وی را تا انتهای فصل خانه‌نشین کرد، مندی مک‌گلین به دروازه‌بان اصلی تیمش بدل شد. در یکی از بازی‌های فصل ۲۰۲۳، مک‌گلین در دقیقه ۹۰+۷ به دلیل دست زدن به توپ خارج از محوطه جریمه اخراج شد. مدافع تیم، نیلی مارتین به جای او در دروازه قرار گرفت و گاتهام توانست قهرمانی را با نتیجه ۲–۱ مقابل باشگاه فوتبال رین به دست آورد.

### یوتا رویالز
مک‌گلین در دسامبر ۲۰۲۳ به باشگاه فوتبال یوتا رویالز منتقل شد.

## دوران ملی
مک‌گلین برای تیم ملی جوانان ایالات متحده آمریکا در رده‌های سنی زیر ۱۸ سال و زیر ۲۰ سال بازی کرده است.
وی اولین دعوت خود را برای تیم ملی بزرگسالان در ۲۵ اکتبر ۲۰۲۴ دریافت کرد تا جایگزین جین کمپبل مصدوم شود. او چند روز بعد در ۳۰ اکتبر اولین بازی ملی خود را در یک بازی دوستانه مقابل آرژانتین انجام داد و در این بازی، ایالات متحده بدون گل خورده، پیروزی ۳–۰ را قطعی کرد.

## زندگی شخصی
در ژانویه ۲۰۲۱، مک‌گلین نامزدی خود را با تامی هاوت اعلام کرد و گفت که در جکسون‌ویل بیچ، فلوریدا از او خواستگاری کرده است. این زوج از اکتبر ۲۰۱۹ در کنار هم بودند. و در ۱ دسامبر ۲۰۲۲ ازدواج کردند.